# Mirosternus oculatus
Mirosternus oculatus là một loài bọ cánh cứng thuộc họ Ptinidae.